# FC Hound Dogs
FC Hound Dogs ist ein Amateur-Fußballverein aus Gibraltar. Der Verein spielt seit 2025 in der Gibraltar National League, der höchsten Spielklasse Gibraltars.

## Geschichte
2012 wurde der Verein gegründet. In der ersten Saison der zweiten Liga wurde der vierte Platz erreicht. Nachdem im folgenden Jahr mit 31 Punkten der 7. Platz erreicht wurde, zog sich der Verein wegen fehlender finanzieller Mittel und schlechten Ergebnissen vor der 2019 neu gegründeten Gibraltar National League zurück. Nach sechs Jahren in der Intermediate League trat der Verein vor der Saison 2025/26 der Gibraltar National League bei.